# Добра (Опольське воєводство)
Добра (пол. Dobra) — село в Польщі, у гміні Стшелечки Крапковицького повіту Опольського воєводства.
Населення — 758 осіб (2011).

## Демографія
Демографічна структура станом на 31 березня 2011 року:
|          | Загалом | Допрацездатний вік | Працездатний вік | Постпрацездатний вік |
| -------- | ------- | ------------------ | ---------------- | -------------------- |
| Чоловіки | 348     | 56                 | 252              | 40                   |
| Жінки    | 410     | 58                 | 254              | 98                   |
| Разом    | 758     | 114                | 506              | 138                  |